# Spirotropis monterosatoi
Spirotropis monterosatoi é uma espécie de gastrópode do gênero Spirotropis, pertencente a família Drilliidae.